# Бій 8 січня 1780 року
43°00′ пн. ш. 20°15′ зх. д. / 43° пн. ш. 20.25° зх. д.
Бій 8 січня 1780 р. був морським боєм під час Війни за незалежність США поблизу миса Фіністерре між ескадрою британського Королівського флоту під командуванням адмірала Джорджа Родні і конвоєм іспанських торгових суден Королівської компанії Каракасу, які охороняли семи військових кораблів під командування Комодора дона Хуана Августина де Ярді. Під час бою був захоплений весь іспанський конвой. Ескадра Родні прямувала з припасами до обложеного Гібралтару. Цей бій відбувся за кілька днів до того, як ескадра Родні завдала поразки іспанському флоту у битві при мисі Сент-Вінсент.